# Марія Штофа
Марія Штофа - українська театральна та кіноакторка.

## Біографія
Народилася 02 лютого 2000.
Закінчила КНУТКіТ.
Знялася у 12 фільмах.
У 2019 здобула 1-е місце на Міжнародному конкурсі читців ім.Тараса Шевченка.

## Вибрана фільмографія
- Мирний-21 (2023), фільм [4]
- ГКЧП (2022), фільм
- Homo Deus. Людина божествена (2021), фільм
- Безіменна історія (2021), фільм
- Крила метелика (2021), серіал
- Дівчата (2021), серіал